# فرد شيلدون
فرد شيلدون (بالإنجليزية: Fred Sheldon)‏ (1 يناير 1871 المملكة المتحدة - ) هو لاعب كرة قدم بريطاني يلعب كحارس مرمى.